# Juventus Football Club 1960-1961
Questa voce raccoglie le informazioni riguardanti la Juventus Football Club nelle competizioni ufficiali della stagione 1960-1961.

## Stagione
Nel campionato 1960-1961 la Juventus vinse il suo 12º scudetto: guidata in panchina dalla bandiera Carlo Parola, questi coadiuvato alla direzione tecnica dapprima da un altro ex bianconero, l'oriundo Renato Cesarini fino alla 12ª giornata, e poi dallo svedese Gunnar Gren dal 16º turno fino alla conclusione, la squadra torinese chiuse il torneo con 49 punti in classifica, staccando le due milanesi e più dirette rivali, il Milan e l'Inter, rispettivamente di 4 e 5 lunghezze.
In Coppa Italia, dopo aver superato in sequenza la Sambenedettese agli ottavi (1-4) e la Sampdoria ai quarti (0-2), il cammino bianconero s'interruppe in semifinale dinanzi alla Fiorentina futura vincitrice del trofeo (3-1); la Juventus chiuse l'edizione al terzo posto, dopo aver superato i concittadini del Torino in un finalina di consolazione risoltasi ai tiri di rigore. In Coppa dei Campioni i bianconeri lasciarono la competizione già al primo turno, superati dal CSKA Sofia nel doppio confronto, vincendo la sfida di andata in Piemonte (2-0) ma perdendo poi nettamente il retour match in Bulgaria (1-4).

## Divise
| Casa | Trasferta | 1ª portiere | 2ª portiere |

## Rosa
| N. |                   | Ruolo | Calciatore          |
| -- | ----------------- | ----- | ------------------- |
|    | Italia (bandiera) | P     | Luigi Ferrero       |
|    | Italia (bandiera) | P     | Carlo Mattrel       |
|    | Italia (bandiera) | P     | Giovanni Romano     |
|    | Italia (bandiera) | P     | Giuseppe Vavassori  |
|    | Italia (bandiera) | D     | Galeazzo Bello      |
|    | Italia (bandiera) | D     | Guglielmo Burelli   |
|    | Italia (bandiera) | D     | Tarcisio Burgnich   |
|    | Italia (bandiera) | D     | Ernesto Càstano     |
|    | Italia (bandiera) | D     | Sergio Cervato      |
|    | Italia (bandiera) | D     | Gianfranco Leoncini |
|    | Italia (bandiera) | D     | Benito Sarti        |
|    | Italia (bandiera) | C     | Umberto Colombo     |
|    | Italia (bandiera) | C     | Flavio Emoli        |

| N. |                      | Ruolo | Calciatore                     |
| -- | -------------------- | ----- | ------------------------------ |
|    | Italia (bandiera)    | C     | Eugenio Fascetti               |
|    | Italia (bandiera)    | C     | Severino Lojodice              |
|    | Italia (bandiera)    | C     | Bruno Mazzia                   |
|    | Italia (bandiera)    | C     | Bruno Mora                     |
|    | Italia (bandiera)    | A     | Bruno Nicolè                   |
|    | Italia (bandiera)    | C     | Gino Stacchini                 |
|    | Italia (bandiera)    | C     | Giorgio Stivanello             |
|    | Italia (bandiera)    | A     | Giampiero Boniperti (capitano) |
|    | Galles (bandiera)    | A     | John Charles                   |
|    | Argentina (bandiera) | A     | Omar Sívori                    |
|    | Italia (bandiera)    | A     | Angelo Caroli                  |
|    | Italia (bandiera)    | A     | Dario Cavallito                |

## Risultati

### Serie A

#### Girone di andata
| Arbitro: | Gambarotta (Genova) |

|  |           |             |
|  | Marcatori | 65’ Colombo |

| Arbitro: | De Marchi (Pordenone) |

|                                 |           |              |
| Emoli 4’ Charles 50’ Nicolè 51’ | Marcatori | 86’ Ferrario |

| Arbitro: | Francescon (Padova) |

|            |           |                          |
| Corelli 7’ | Marcatori | 34’ Boniperti 51’ Nicolè |

| Arbitro: | Butti (Como) |

|                                             |           |           |
| Nicolè 15’, 70’ Stacchini 58’ Boniperti 80’ | Marcatori | 23’ Macor |

| Arbitro: | Rigato (Mestre) |

|                                   |           |  |
| Milan 12’ Hamrin 43’ Montuori 69’ | Marcatori |  |

| Arbitro: | Jonni (Macerata) |

|                                 |           |                                         |
| Sívori 56’ Charles 69’ Mora 82’ | Marcatori | 1’, 50’ Altafini 9’ Vernazza 59’ Rivera |

| Torino 13 novembre 1960, ore 14:30 CET 7ª giornata | Torino              | 0 – 0 referto | Juventus | Stadio Filadelfia\| Arbitro: \| Francescon (Padova) \| |
| Arbitro:                                           | Francescon (Padova) |               |          |                                                        |

| Arbitro: | Marchese (Frattamaggiore) |

|                            |           |  |
| Nicolè 2’ Charles 28’, 43’ | Marcatori |  |

| Arbitro: | Rigato (Mestre) |

|                             |           |                    |
| Lojacono 61’ Manfredini 72’ | Marcatori | 78’ (rig.) Cervato |

| Arbitro: | Babini (Ravenna) |

|                            |           |  |
| Nicolè 31’ Puia 35’ (aut.) | Marcatori |  |

| Arbitro: | Adami (Roma) |

|                                    |           |          |
| Corso 28’ Morbello 50’ Firmani 69’ | Marcatori | 77’ Mora |

| Arbitro: | Francescon (Padova) |

|                                        |           |                    |
| Charles 22’ Sívori 24’ Mora 25’ (rig.) | Marcatori | 57’, 64’ Brighenti |

| Arbitro: | Gambarotta (Genova) |

|                           |           |                          |
| Duzioni 45’ Gilardoni 53’ | Marcatori | 26’ Nicolè 36’ Boniperti |

| Arbitro: | Di Tonno (Lecce) |

|                     |           |                        |
| Nova 4’ Longoni 37’ | Marcatori | 40’ (rig.), 51’ Sívori |

| Arbitro: | De Marchi (Pordenone) |

|                            |           |                            |
| Mora 9’ (rig.) Charles 63’ | Marcatori | 16’ Postiglione 76’ Tacchi |

| Arbitro: | Campanati (Milano) |

|                 |           |            |
| Nicolè 26’, 34’ | Marcatori | 27’ Milani |

| Arbitro: | Lo Bello (Siracusa) |

|  |           |             |
|  | Marcatori | 85’ Charles |

#### Girone di ritorno
| Arbitro: | Di Tonno (Lecce) |

|                                   |           |               |
| Sívori 1’, 32’, 63’ Mora 61’, 89’ | Marcatori | 81’ Pentrelli |

| Arbitro: | Gambarotta (Genova) |

|             |           |                                     |
| Rozzoni 61’ | Marcatori | 8’ Sívori 31’, 85’ Charles 89’ Mora |

| Arbitro: | Francescon (Padova) |

|             |           |  |
| Charles 64’ | Marcatori |  |

| Arbitro: | Jonni (Macerata) |

|                   |           |                           |
| Prenna 70’ (rig.) | Marcatori | 51’ Stacchini 60’ Charles |

| Arbitro: | Rigato (Mestre) |

|                                            |           |  |
| Charles 14’ Nicolè 22’ Marchesi 39’ (aut.) | Marcatori |  |

| Arbitro: | Rigato (Mestre) |

|                                            |           |           |
| Colombo 14’ (aut.) Altafini 56’ Rivera 88’ | Marcatori | 9’ Sívori |

| Arbitro: | Gambarotta (Genova) |

|            |           |  |
| Sívori 65’ | Marcatori |  |

| Arbitro: | Jonni (Macerata) |

|                  |           |                                      |
| Vinício 30’, 74’ | Marcatori | 32’, 69’, 71’ Sívori 44’ (rig.) Mora |

| Arbitro: | Francescon (Padova) |

|                                      |           |  |
| Charles 27’ Boniperti 62’ Sívori 84’ | Marcatori |  |

| Arbitro: | Adami (Roma) |

|  |           |           |
|  | Marcatori | 9’ Nicolè |

| Arbitro: | Gambarotta (Genova) |

|                                                                                   |           |                    |
| Sívori 11’, 12’, 17’, 54’, 67’, 90’ (rig.) Riefolo 52’ (aut.) Nicolè 64’ Mora 79’ | Marcatori | 78’ (rig.) Mazzola |

| Arbitro: | De Marchi (Pordenone) |

|                               |           |                 |
| Brighenti 28’, 38’ Ocwirk 76’ | Marcatori | 18’, 32’ Sívori |

| Arbitro: | Di Tonno (Lecce) |

|                                        |           |                        |
| Charles 15’, 50’ Sívori 64’ Nicolè 88’ | Marcatori | 8’ Abbadie 79’ Arienti |

| Arbitro: | Babini (Ravenna) |

|                             |           |                        |
| Boniperti 26’ Mora 49’, 50’ | Marcatori | 63’ Veneri 89’ Maschio |

| Arbitro: | Rigato (Mestre) |

|  |           |                                    |
|  | Marcatori | 11’, 45’, 47’ Sívori 32’ Boniperti |

| Arbitro: | Gambarotta (Genova) |

|           |           |  |
| Bacci 36’ | Marcatori |  |

| Arbitro: | Adami (Roma) |

|                 |           |                 |
| Mora 27’ (rig.) | Marcatori | 72’ De Robertis |

### Coppa Italia

#### Fase finale
| Arbitro: | Jonni (Macerata) |

|               |           |                                               |
| Rumignani 63’ | Marcatori | 2’, 24’ Sívori 43’ Charles 78’ (aut.) Santoni |

| Arbitro: | Rigato (Mestre) |

|  |           |                 |
|  | Marcatori | 11’, 54’ Nicolè |

| Arbitro: | Jonni (Macerata) |

|                                            |           |                 |
| Milan 16’ Marchesi 51’ (rig.) Da Costa 90’ | Marcatori | 31’ (rig.) Mora |

| Arbitro: | De Marchi (Pordenone) |

|                           |                      |                           |
| Cervato 20’ Cavallito 53’ | Marcatori            | 29’ Locatelli 80’ Mazzero |
| Mora                      | Tiri di rigore 3 – 2 | Locatelli                 |

### Coppa dei Campioni
| Arbitro: | Huber |

|                        |           |  |
| Lojodice 5’ Sívori 24’ | Marcatori |  |

| Arbitro: | Dienst |

|                                           |           |            |
| Kovačev 20’, 57’ Panajotov 67’ Tsanev 80’ | Marcatori | 89’ Nicolè |